# Élections législatives de 1993 en Indre-et-Loire
Les élections législatives françaises de 1993 se déroulent les 21 et 28 mars 1993. Dans le département d'Indre-et-Loire, cinq députés sont à élire dans le cadre de cinq circonscriptions.

## Élus
| Circonscription | Député sortant    | Parti | Parti         | Député élu ou réélu   | Parti | Parti         |
| --------------- | ----------------- | ----- | ------------- | --------------------- | ----- | ------------- |
| 1re             | Jean Royer        |       | Divers droite | Jean Royer            |       | Divers droite |
| 2e              | Bernard Debré     |       | RPR           | Bernard Debré         |       | RPR           |
| 3e              | Christiane Mora   |       | PS            | Jean-Jacques Descamps |       | UDF (PR)      |
| 4e              | Jean Proveux      |       | PS            | Hervé Novelli         |       | UDF (PR)      |
| 5e              | Jean-Michel Testu |       | PS            | Philippe Briand       |       | RPR           |

## Résultats

### Résultats à l'échelle du département
| Parti          | Parti                                       | Premier tour | Premier tour | Second tour | Second tour | Sièges |
| Parti          | Parti                                       | Voix         | %            | Voix        | %           | Sièges |
| -------------- | ------------------------------------------- | ------------ | ------------ | ----------- | ----------- | ------ |
|                | Rassemblement pour la République            | 48 926       | 20,89        | 70 504      | 33,50       | 2      |
|                | Union pour la démocratie française          | 27 075       | 11,56        | 49 465      | 23,51       | 2      |
|                | Divers droite                               | 18 310       | 7,82         | 18 350      | 8,72        | 1      |
|                | Centre national des indépendants et paysans | 12 897       | 5,51         |             |             | 0      |
|                | Union pour la France                        | 107 208      | 45,77        | 138 319     | 65,73       | 5      |
|                |                                             |              |              |             |             |        |
|                | Parti socialiste                            | 35 643       | 15,22        | 72 114      | 34,27       | 0      |
|                | Divers gauche (Maj. prés.)                  | 12 147       | 5,19         |             |             | 0      |
|                | Alliance des Français pour le progrès       | 47 790       | 20,40        | 72 114      | 34,27       | 0      |
|                |                                             |              |              |             |             |        |
|                | Génération écologie                         | 14 922       | 6,37         |             |             | 0      |
|                | Les Verts                                   | 8 147        | 3,48         | 0           |             |        |
|                | Entente des écologistes                     | 23 069       | 9,85         |             |             | 0      |
|                |                                             |              |              |             |             |        |
|                | Front national                              | 26 061       | 11,13        |             |             | 0      |
|                | Parti communiste français                   | 15 056       | 6,43         | 0           |             |        |
|                | Divers écologiste dont LT-LNÉ               | 6 938        | 2,96         | 0           |             |        |
|                | Extrême gauche dont LO et PT                | 6 854        | 2,93         | 0           |             |        |
|                | Divers                                      | 1 236        | 0,53         | 0           |             |        |
|                |                                             |              |              |             |             |        |
| Inscrits       | Inscrits                                    | 360 545      | 100,00       | 360 524     | 100,00      | 5      |
| Abstentions    | Abstentions                                 | 110 871      | 30,75        | 122 086     | 33,86       |        |
| Votants        | Votants                                     | 249 674      | 69,25        | 238 438     | 66,14       |        |
| Blancs et nuls | Blancs et nuls                              | 15 462       | 6,19         | 28 005      | 11,75       |        |
| Exprimés       | Exprimés                                    | 234 212      | 93,81        | 210 433     | 88,25       |        |

### Résultats par circonscription

#### Première circonscription (Tours)
| Candidat       | Candidat                 | Parti               | Premier tour | Premier tour | Second tour | Second tour |  |
| Candidat       | Candidat                 | Parti               | Voix         | %            | Voix        | %           |  |
| -------------- | ------------------------ | ------------------- | ------------ | ------------ | ----------- | ----------- |  |
|                | Jean Royer sortant réélu | Divers droite (UPF) | 15 071       | 45,71        | 18 350      | 60,43       |  |
|                | Jean Germain             | PS (ADFP)           | 5 994        | 18,18        | 12 017      | 39,57       |  |
|                | Jean Verdon              | FN                  | 3 841        | 11,65        |             |             |  |
|                | Claude Pujol             | GÉ (EÉ)             | 3 650        | 11,07        |             |             |  |
|                | Pierre Texier            | PCF                 | 1 592        | 4,83         |             |             |  |
|                | Vincent Thouvenot        | LT-LNÉ              | 970          | 2,94         |             |             |  |
|                | Christophe Moysan        | Divers              | 762          | 2,31         |             |             |  |
|                | Chantal Sornin           | LO                  | 704          | 2,14         |             |             |  |
|                | Alain Jouannet           | PT                  | 390          | 1,18         |             |             |  |
|                |                          |                     |              |              |             |             |  |
| Inscrits       | Inscrits                 | Inscrits            | 53 603       | 100,00       | 53 603      | 100,00      |  |
| Abstentions    | Abstentions              | Abstentions         | 18 794       | 35,06        | 20 771      | 38,75       |  |
| Votants        | Votants                  | Votants             | 34 809       | 64,94        | 32 832      | 61,25       |  |
| Blancs et nuls | Blancs et nuls           | Blancs et nuls      | 1 835        | 5,27         | 2 465       | 7,51        |  |
| Exprimés       | Exprimés                 | Exprimés            | 32 974       | 94,73        | 30 367      | 92,49       |  |

#### Deuxième circonscription (Amboise)
| Candidat       | Candidat                    | Parti                      | Premier tour | Premier tour | Second tour | Second tour |  |
| Candidat       | Candidat                    | Parti                      | Voix         | %            | Voix        | %           |  |
| -------------- | --------------------------- | -------------------------- | ------------ | ------------ | ----------- | ----------- |  |
|                | Bernard Debré sortant réélu | RPR (UPF)                  | 22 570       | 43,91        | 28 876      | 59,46       |  |
|                | Jean-Jacques Filleul        | PS (ADFP)                  | 9 681        | 18,83        | 19 685      | 40,54       |  |
|                | Emile Paccard               | FN                         | 6 111        | 11,89        |             |             |  |
|                | Laurent Canot               | Les Verts (EÉ)             | 4 509        | 8,77         |             |             |  |
|                | Fabien Alain Falempin       | Divers gauche (Maj. prés.) | 3 303        | 6,43         |             |             |  |
|                | Lucette Chapeau             | PCF                        | 3 299        | 6,42         |             |             |  |
|                | Charles Elie                | LT-LNÉ                     | 1 932        | 3,76         |             |             |  |
|                |                             |                            |              |              |             |             |  |
| Inscrits       | Inscrits                    | Inscrits                   | 76 038       | 100,00       | 76 036      | 100,00      |  |
| Abstentions    | Abstentions                 | Abstentions                | 21 596       | 28,4         | 23 190      | 30,5        |  |
| Votants        | Votants                     | Votants                    | 54 442       | 71,6         | 52 846      | 69,5        |  |
| Blancs et nuls | Blancs et nuls              | Blancs et nuls             | 3 037        | 5,58         | 4 285       | 8,11        |  |
| Exprimés       | Exprimés                    | Exprimés                   | 51 405       | 94,42        | 48 561      | 91,89       |  |

#### Troisième circonscription (Loches)
| Candidat       | Candidat                  | Parti                | Premier tour | Premier tour | Second tour | Second tour |  |
| Candidat       | Candidat                  | Parti                | Voix         | %            | Voix        | %           |  |
| -------------- | ------------------------- | -------------------- | ------------ | ------------ | ----------- | ----------- |  |
|                | Jean-France Baeskens      | RPR                  | 10 593       | 19,47        | 16 813      | 43,9        |  |
|                | Jean-Jacques Descamps élu | UDF (PR)             | 9 489        | 17,44        | 21 485      | 56,1        |  |
|                | Éric Ghebali              | Divers gauche (ADFP) | 8 844        | 16,26        |             |             |  |
|                | Marie-France Beaufils     | PCF                  | 5 661        | 10,4         |             |             |  |
|                | René Magnier              | FN                   | 5 354        | 9,84         |             |             |  |
|                | Joseph Poli               | GÉ (EÉ)              | 5 137        | 9,44         |             |             |  |
|                | Dominique Laval           | diss. UDF            | 2 518        | 4,63         |             |             |  |
|                | Michel Deguet             | LO                   | 1 884        | 3,46         |             |             |  |
|                | Jean Castagnou            | CNIP                 | 1 739        | 3,2          |             |             |  |
|                | Claude Castel             | LT-LNÉ               | 1 615        | 2,97         |             |             |  |
|                | Jean-Jacques Rastoll      | Divers écologiste    | 852          | 1,57         |             |             |  |
|                | Alain Montoussé           | Divers droite        | 721          | 1,33         |             |             |  |
|                |                           |                      |              |              |             |             |  |
| Inscrits       | Inscrits                  | Inscrits             | 83 653       | 100,00       | 83 646      | 100,00      |  |
| Abstentions    | Abstentions               | Abstentions          | 24 653       | 29,47        | 31 839      | 38,06       |  |
| Votants        | Votants                   | Votants              | 59 000       | 70,53        | 51 807      | 61,94       |  |
| Blancs et nuls | Blancs et nuls            | Blancs et nuls       | 4 593        | 7,78         | 13 509      | 26,08       |  |
| Exprimés       | Exprimés                  | Exprimés             | 54 407       | 92,22        | 38 298      | 73,92       |  |

#### Quatrième circonscription (Chinon)
| Candidat       | Candidat               | Parti          | Premier tour | Premier tour | Second tour | Second tour |  |
| Candidat       | Candidat               | Parti          | Voix         | %            | Voix        | %           |  |
| -------------- | ---------------------- | -------------- | ------------ | ------------ | ----------- | ----------- |  |
|                | Hervé Novelli élu      | UDF (PR)       | 17 586       | 34,58        | 27 980      | 55,47       |  |
|                | Jean Proveux sortant   | PS (ADFP)      | 11 867       | 23,33        | 22 464      | 44,53       |  |
|                | Marcellin Sigonneau    | CNIP           | 6 122        | 12,04        |             |             |  |
|                | Agnès Belbéoch         | FN             | 5 597        | 11           |             |             |  |
|                | Alain Pachet           | Les Verts      | 3 638        | 7,15         |             |             |  |
|                | Jean-Michel Bodin      | PCF            | 2 282        | 4,49         |             |             |  |
|                | Jean-Jacques Prodhomme | LO             | 1 724        | 3,39         |             |             |  |
|                | Bernadette Dugué       | LT-LNÉ         | 1 569        | 3,08         |             |             |  |
|                | Clément Roubaud        | Divers         | 474          | 0,93         |             |             |  |
|                |                        |                |              |              |             |             |  |
| Inscrits       | Inscrits               | Inscrits       | 78 532       | 100,00       | 78 528      | 100,00      |  |
| Abstentions    | Abstentions            | Abstentions    | 24 669       | 31,41        | 24 359      | 31,02       |  |
| Votants        | Votants                | Votants        | 53 863       | 68,59        | 54 169      | 68,98       |  |
| Blancs et nuls | Blancs et nuls         | Blancs et nuls | 3 004        | 5,58         | 3 725       | 6,88        |  |
| Exprimés       | Exprimés               | Exprimés       | 50 859       | 94,42        | 50 444      | 93,12       |  |

#### Cinquième circonscription (Langeais)
| Candidat       | Candidat                  | Parti          | Premier tour | Premier tour | Second tour | Second tour |  |
| Candidat       | Candidat                  | Parti          | Voix         | %            | Voix        | %           |  |
| -------------- | ------------------------- | -------------- | ------------ | ------------ | ----------- | ----------- |  |
|                | Philippe Briand élu       | RPR (UPF)      | 15 763       | 35,37        | 24 815      | 58,03       |  |
|                | Jean-Michel Testu sortant | PS (ADFP)      | 8 101        | 18,18        | 17 948      | 41,97       |  |
|                | Joël Pélicot              | GÉ (EÉ)        | 6 135        | 13,77        |             |             |  |
|                | Pierre Le Goux            | FN             | 5 158        | 11,57        |             |             |  |
|                | Michel Montaubin          | CNIP           | 5 036        | 11,3         |             |             |  |
|                | Jean-Paul Moreau          | PCF            | 2 222        | 4,99         |             |             |  |
|                | Sylvie Thiébaut           | LO             | 1 217        | 2,73         |             |             |  |
|                | Patrick Etesse            | PT             | 935          | 2,1          |             |             |  |
|                |                           |                |              |              |             |             |  |
| Inscrits       | Inscrits                  | Inscrits       | 68 719       | 100,00       | 68 711      | 100,00      |  |
| Abstentions    | Abstentions               | Abstentions    | 21 159       | 30,79        | 21 927      | 31,91       |  |
| Votants        | Votants                   | Votants        | 47 560       | 69,21        | 46 784      | 68,09       |  |
| Blancs et nuls | Blancs et nuls            | Blancs et nuls | 2 993        | 6,29         | 4 021       | 8,59        |  |
| Exprimés       | Exprimés                  | Exprimés       | 44 567       | 93,71        | 42 763      | 91,41       |  |